# Léon Rostan
Pour les articles homonymes, voir Rostan.
Léon Rostan (1790-1866) est un médecin français, professeur à la Faculté de médecine de Paris, membre de l'Académie de médecine ; il fut l'un des prédécesseurs de Charcot et de Vulpian à la Salpêtrière.

## Biographie
Il est né à Saint-Maximin-la-Sainte-Baume (Var) le 17 mars 1790, où sa famille appartenait à une bourgeoisie aisée. Après des études à Marseille, il fut envoyé à Paris où il fréquenta le lycée Napoléon (aujourd’hui lycée Henri-IV) où il rencontra Auguste-François Chomel avec lequel se noua une amitié indéfectible.
Il s’orienta vers la médecine et fut reçu au concours d’internat en 1809, il entre à la Salpêtrière dans le service de Lallemand qu’il quitte deux ans après pour rejoindre celui de Philippe Pinel : c’est sous la présidence de ce dernier qu’il soutint sa thèse, sur la Nosographie philosophique, en 1812.
Il est nommé « inspecteur du service de santé à l’hospice de la Salpêtrière » et il eut à prendre en charge, entre février et septembre 1814, l’épidémie de typhus qui décimait l’armée : il fut lui-même atteint mais sa forte constitution lui permit de se rétablir.
Médecin des hôpitaux en 1818, il ouvrit un cours de clinique médicale puis un cours d’hygiène, ce qui était révolutionnaire à l’époque.
Il fut le premier à reconnaître le ramollissement cérébral comme une lésion vasculaire distincte de l'encéphalite (contredisant les théories de Broussais qui considérait toute affection morbide comme résultant d'une inflammation).
En juillet 1834, il obtint la chaire de clinique médicale et à la suite du décès de Marc-Antoine Petit, en 1840, il transféra son enseignement à l’Hôtel-Dieu : il eut alors le champ libre pour développer les principes qu’il avait exposés dans son Traité de diagnostic et publia, en 1846, un ouvrage sur « l’organicisme » : l’hypothèse qu’il combattait était celle des forces vitales (le vitalisme) dont Paul-Joseph Barthez, puis Xavier Bichat et enfin Broussais s’étaient fait les champions. Comme beaucoup de gens de théorie, Rostan se croyait en possession de la vérité : avec Gabriel Andral (1797-1876), qui fut titulaire de la chaire de pathologie générale après Broussais, s’opéra la transformation qui orientera les esprits vers une méthode nouvelle d’examen des faits pathologiques.
En 1837, il achète un terrain à Maisons situé au no 44 rue de la Muette, dans la colonie Laffitte, ou il fait construire une villa par l'architecte Charles Duval.
Au moment de la Révolution française de 1848, Rostan applaudit à la chute de Louis-Philippe Ier et prit fait et cause pour la République : il éprouva le besoin d’y consacrer l’introduction de l’une de ses leçons et en terminant, il exhortait ses jeunes auditeurs à apporter tout leur concours à la jeune République pour « la fonder, la soutenir, la perpétuer ». Rostan crut à la République, il accepta néanmoins, le Second Empire fin 1851.
Après avoir démissionné de l’Académie de Médecine (dont il était membre depuis quarante ans) pour des raisons de santé, en décembre 1861 puis en 1864 de son poste de professeur de clinique chirurgicale, il se retira dans la propriété qu’il avait acquise à Vaucelles-et-Beffecourt dans l’Aisne.
Il est décédé, le 4 octobre 1866 en son domicile parisien et inhumé au cimetière de Montmartre 26e division.
Si son nom est inséparable d’une doctrine éphémère, il reste un grand clinicien et un enseignant de grande valeur.

## Œuvres et publications

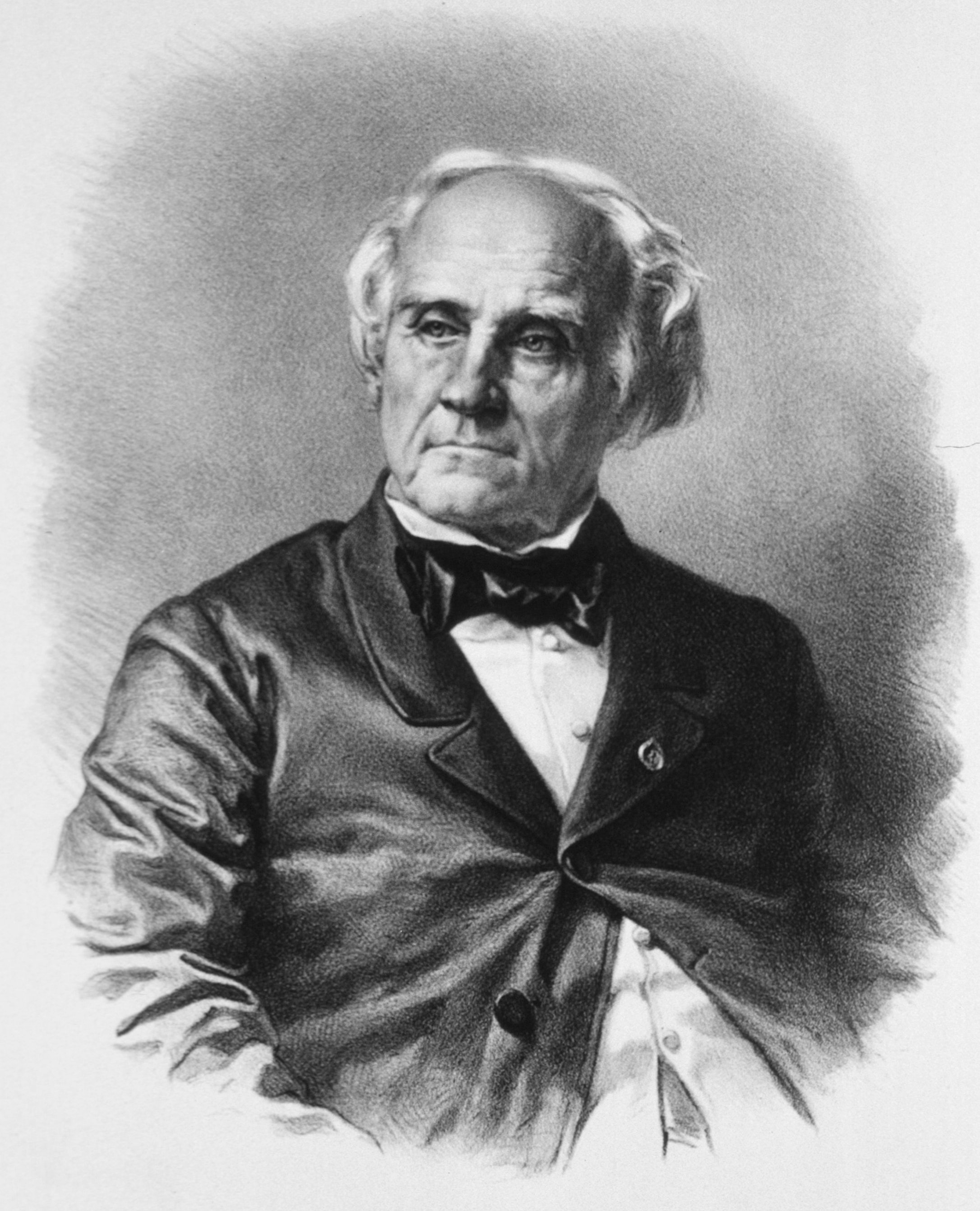
Léon Louis Rostan

- Cours élémentaire d'hygiène, Béchet jeune, 1822
- Recherches sur le ramollissement du cerveau, Béchet jeune, 1823
- Du Magnétisme animal, Impr. de Rignoux, 1825
- Traité élémentaire de diagnostic, de prognostic, d'indications thérapeutiques, ou Cours de médecine clinique, Béchet jeune, 1826
- Bases générales et plan d'un cours de médecine clinique, thèse présentée, le 11 juillet 1831, au concours de la chaire de médecine clinique près la Faculté de Paris, Impr. de Rignoux, 1831
- De l'Organicisme ; précédé de Réflexions sur l'incrédulité en matière de médecine, et suivi de commentaires et d'aphorismes, 1864